# Mwenga setosa
Mwenga setosa – gatunek kosarza z podrzędu Laniatores i rodziny Assamiidae. Jedyny znany przedstawiciel monotypowego rodzaju Mwenga.

## Występowanie
Gatunek został wykazany z Zairu.